# Club Patín Areces
El Club Patín Areces, es un club deportivo de hockey sobre patines con sede en Grado (Asturias) España. 
Su equipo masculino compitió 5 temporadas en la máxima categoría (la antigua División de Honor, actual OK Liga).

## Historia
Fue fundado en el año 1965 como Club Patín Grado y desde entonces ha tenido diferentes denominaciones: Club Patín OJE Grado, Club Patín Parque Grado, Club Patín Parque Areces, Club Patín Areces, Club Patín Areces la Polesa, Club Patín Areces Elecinco  y, tras su fusión con el Asturhockey Club Patín, ha pasado a denominarse Club Patín Areces Pavitek
En la temporada 1993-94 se proclamó campeón de la Primera División Nacional y ascendió por primera vez a División de Honor, donde se mantuvo durante dos años. En la temporada 1995-96 desciende a Primera División Nacional, donde solo disputa una temporada y vuelve a ascender, disputando en la máxima categoría (actual OK Liga) las temporadas 1997-98 y 1998-99. En la temporada 1998-99 desciende de nuevo, volviendo a ascender en la 1999-2000. Esa misma campaña sería la última en la máxima categoría, ya que vuelve a descender a Primera División Nacional, donde se mantiene hasta 2015.
En 2007 ganó la I Copa de S.A.R. el Príncipe, competición que disputan los cuatro primeros clasificados de la Primera División Nacional al finalizar la primera vuelta de la liga, venciendo en la final al Esfer Oviedo.
Al año siguiente volvió a participar en la Copa Príncipe como anfitrión por ser el campeón de la edición anterior, en este caso siendo eliminado en semifinales por el Vigo Stick. En 2015 la Copa Príncipe (denominada ya Copa de S.A.R. la Princesa) se volvió a disputar en Grado. A pesar de no haberse clasificado por méritos deportivos, se le concedió al Areces la organización del torneo con motivo de la celebración del 50 aniversario del club, siendo el único equipo que la ha organizado dos veces hasta la fecha. En este caso, el Areces también fue eliminado en semifinales, por el Lloret de Mar.
También en 2015, desciende a categoría autonómica al término de la temporada en Primera División. 
En la temporada 2017-18 asciende, disputando la primera edición de la OK Liga Bronce. 
El Club Patín Areces también organiza dos prestigiosos torneos veraniegos, como son el Torneo Internacional Villa de Grado, de categoría senior, que lleva disputándose desde 1983; y el Torneo Internacional de Hockey Base, desde 1987. En ellos han participado en todas las categorías los mejores equipos del panorama nacional e internacional.
Los mayores éxitos de la cantera del club son numerosas participaciones en fases finales de los Campeonatos de España en las diferentes categorías.

## Premios
Ha sido reconocido con varios galardones extradeportivos como el Premio Delfos a los valores humanos del deporte, el Moscón de Oro y el Título de Mejor Entidad Deportiva del Principado de Asturias.